# Гранриё
Гранриё (фр. Grandrieux) — коммуна во Франции, находится в регионе Пикардия. Департамент коммуны — Эна. Входит в состав кантона Вервен. Округ коммуны — Вервен.
Код INSEE коммуны — 02354.

## Население
Население коммуны на 2010 год составляло 88 человек.
| 1962 | 1968 | 1975 | 1982 | 1990 | 1999 | 2010 |
| ---- | ---- | ---- | ---- | ---- | ---- | ---- |
| 162  | 137  | 144  | 121  | 102  | 97   | 88   |

## Экономика
В 2010 году среди 54 человек трудоспособного возраста (15—64 лет) 37 были экономически активными, 17 — неактивными (показатель активности — 68,5 %, в 1999 году было 67,8 %). Из 37 активных жителей работали 32 человека (17 мужчин и 15 женщин), безработных было 5 (2 мужчин и 3 женщины). Среди 17 неактивных 5 человек были учениками или студентами, 8 — пенсионерами, 4 были неактивными по другим причинам.